# 西山旅館
株式会社西山旅館（にしやまりょかん）は、広島県尾道市にある旅館を経営する企業。法人番号9240001038370 。
本項ではその旅館である、登録有形文化財の宿 西山本館（とうろくゆうけいぶんかざいのやど にしやまほんかん）と、西山別館（にしやまべっかん）について記す。

## 西山本館
1930年（昭和5年）4月開業。尾道市街地中心部、薬師堂通り（県道363号線）に面した地に建つ。なお旧出雲街道（石見銀山街道）は本館の裏手側、一つ東側の道にあたる。
国の登録有形文化財。日本遺産「尾道水道が紡いだ中世からの箱庭的都市」を構成する文化財の一つ。2017年楽天トラベル評価の高い国指定文化財の宿ランキング1位。
旅館経営者によって丁寧な手入れがされており、当時のものをそのまま残している。外部の旅館案内サイトによると、サービスは家庭的で心からやすらぎを与えてくれる、という。

### 建物
元々は尾道で財を成した人物が別邸として建てたもので、家屋台帳では1872年（明治5年）と1922年（大正11年）の建築とあるが、調査の結果ほぼ大正末期の建築であるとされている。それを旅館創業者が買い取って改修、開業した。1952年（昭和27年）改修。
様式は大正期の複合型和風建築。木造2階一部3階建、瓦葺。建築面積425m2。客室は全て庭に面する。3階に18畳と10畳の続き間となっている大広間がある。
現在入手できないような建築材が多く用いられ、丁寧な細工が施されている。玄関には松の銘木の床板が敷かれ、その上部は大正時代の木造建築には珍しい2階天井までの吹き抜けになっている。竹乃間と呼ばれる、床柱・網代天井と内装全て竹で統一されている部屋などがある。外国人の港湾関係者・造船関係者の宿泊用に洋室3室も作られている（現在は未使用）。

### 交通
旅館が公表する交通手段を列挙する。
- 車
  - 尾道ICから約30分
  - 福山西ICから約20分
- 鉄道
  - JR尾道駅から徒歩で約15分、車で約5分
  - JR新尾道駅から車で約10分

## 西山別館
1943年（昭和18年）開業。近代から造船で栄えた尾道で、その造船関係者が接待に用いる迎賓館的な建物として開業した。
瀬戸内海松永湾を一望できる広い芝庭園を有し、数寄屋造り・茅葺屋根あるいは洋館などそれぞれで特徴を持つ9つの離れがある。そのいくつかは別地にあったものを移設して利用している。また大広間を有し、婚礼会場としても利用されている。
1981年7月8日、浩宮徳仁親王が学習院大学の卒業研究の臨地調査で備後地方を訪れた際に別館の離れ「沖の家」に宿泊している。

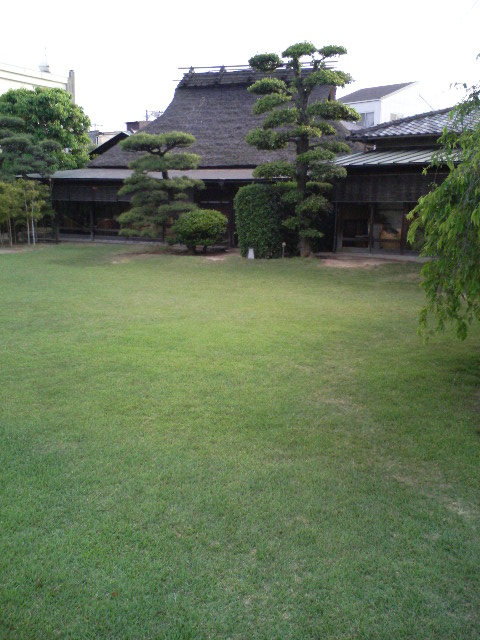
“藁の家”。元々は現在地より500mほど離れたところにあり、海の上を船で曳家した[8]。西山別館を代表する離れ。

### 交通
旅館が公表する交通手段を列挙する。
- 車
  - 尾道ICから約20分
  - 福山西ICから約20分
  - 西瀬戸尾道ICから約7分
- 鉄道
  - JR尾道駅から車で約5分
  - JR新尾道駅から車で約12分

## 料理
料理は本館・別館双方ともに日本料理で、瀬戸内の魚を中心とした旬の食材を生かした尾道の味になる。

## 作品・ロケ地
本館
- 1991年『ふたり』 - 吹き抜けがロケ地に用いられている[2][6]。

別館
- （離れ松風）サントリープレミアムモルツCM[11]
- （離れ朝日）2009年ソフトバンクCM[11]